# フレキシティ
フレキシティ (Flexity) は、かつてはボンバルディア・トランスポーテーション、2021年以降は同社を吸収合併したアルストムが製造する路面電車用の車両である。アドトランツの買収により多くのブランドが乱立していたが、現在は全て「フレキシティ」のブランド名で販売されている。

## バリエーション
フレキシティには、用途・仕様に応じて、アウトルック（Outlook）、クラシック（Classic）、スウィフト（Swift）、リンク（Link）の4種類が存在する。

### フレキシティ・アウトルック
ボンバルディアが開発したシティーランナーを中心とし、旧アドトランツのユーロトラムとインチェントロ（インケントロ）をまとめたブランド。左右独立車輪とフローティング車体により100%低床、タイヤハウスの縮小を実現した。シティランナーには小径車輪を採用した車軸付き台車を採用し、室内を緩やかなスロープで繋いで段差をなくしている車両も存在する。ジーメンスのコンビーノ、アルストムのシタディス300に相当する。最高速度はいずれも70km/h。シティーランナー、インチェントロは両端の車体が長めで、ここにも乗客が乗れる設計、ユーロトラムは両端車体が特に短く乗務員室となっているのが特徴である。詳しくは以下の項目を参照。
- シティランナー
- ユーロトラム
- インチェントロ

### フレキシティ・クラシック
左右独立車輪を使用しない部分低床車である。付随台車を2つ持つ中間車体の両端に、動力台車を持つ運転台付き車体を組み合わせた3車体連接車が一般的だが、デッサウの2車体連接車、ドレスデンの5車体連接車 (全長45m) といった例もある。詳細はフレキシティ・クラシック（英語）を参照。

### フレキシティ・スウィフト
高速運転を念頭に置いた部分低床車で、ジーメンスのS70/アヴァント、アルストムのシタディス500に相当する。最高速度は80km/hから100km/hとなっている。ケルンLRTやロッテルダム向けの車輌はプラットホーム整備済みのため高床構造となっている。ケルンLRTの1・7・9系統では低床車両が採用されている。詳細はフレキシティ・スウィフトを参照。

### フレキシティ・リンク
旧トラムトレインで、線路条件の異なる路面電車と鉄道線との直通を念頭に置いた車輌。現在ザールブリュッケンでのみ採用されている。3車体連接、複電圧仕様の50%低床車で、最高速度は100km/h。詳細はトラムトレインを参照。

### フレキシティ・ベルリン
インチェントロを踏まえて新設計。2008年、ベルリンに初導入。

### フレキシティ2
新設計のフレキシティ。2011年、ブラックプールに初導入。

## 導入例

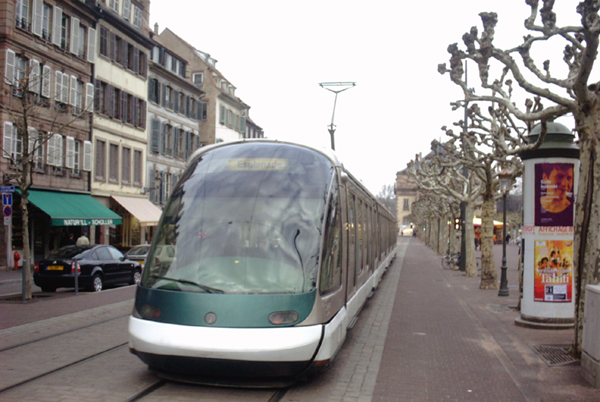
ストラスブールのユーロトラム
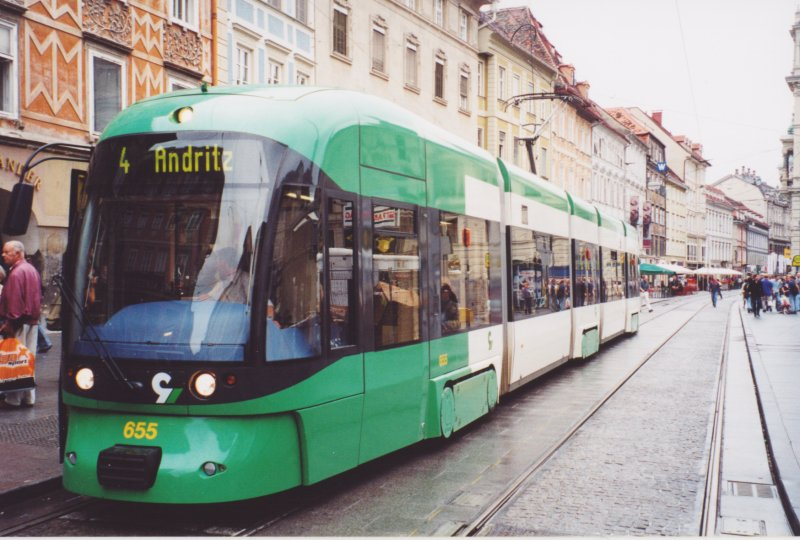
グラーツのシティーライナー
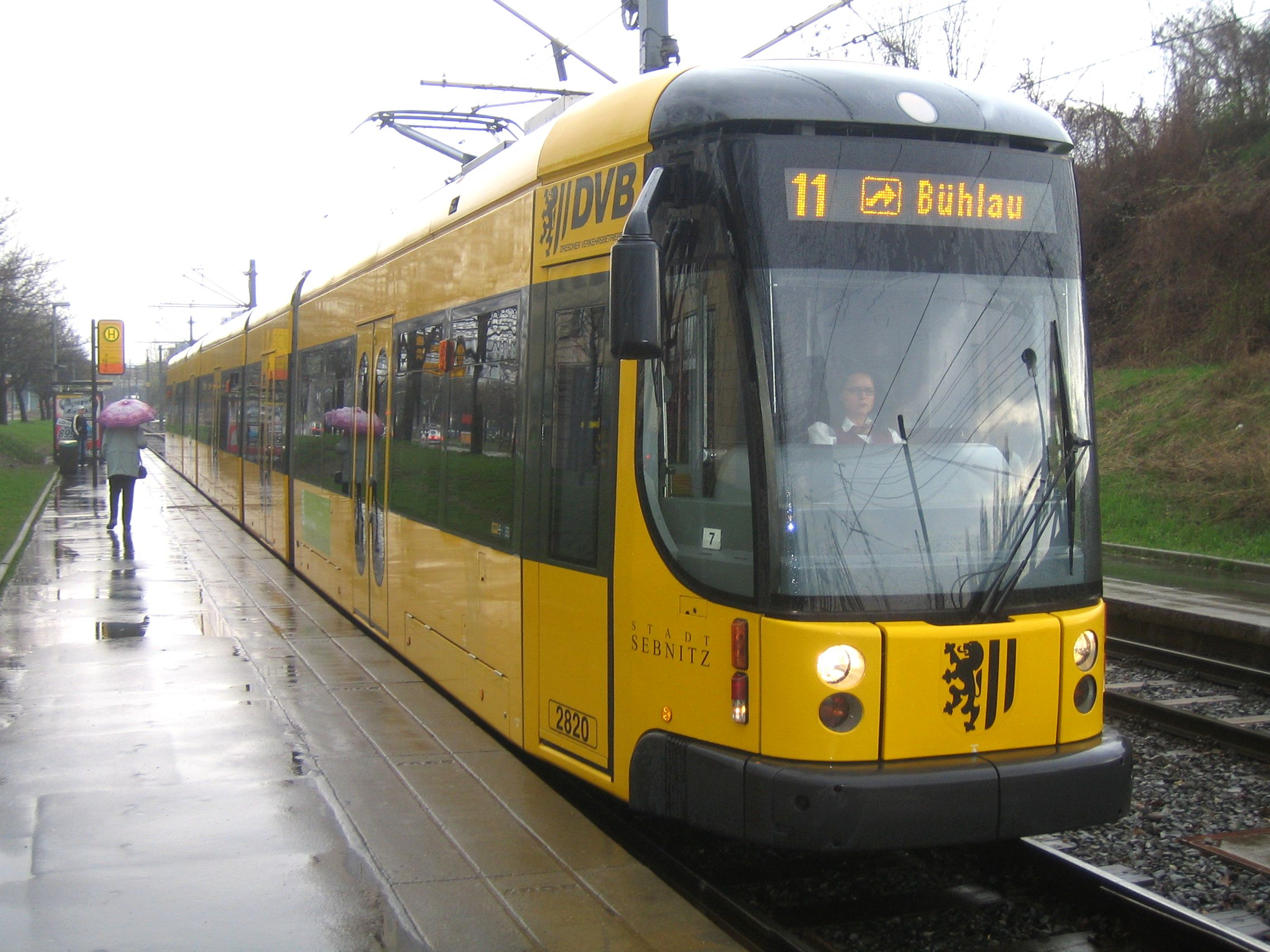
ドレスデンのクラシック
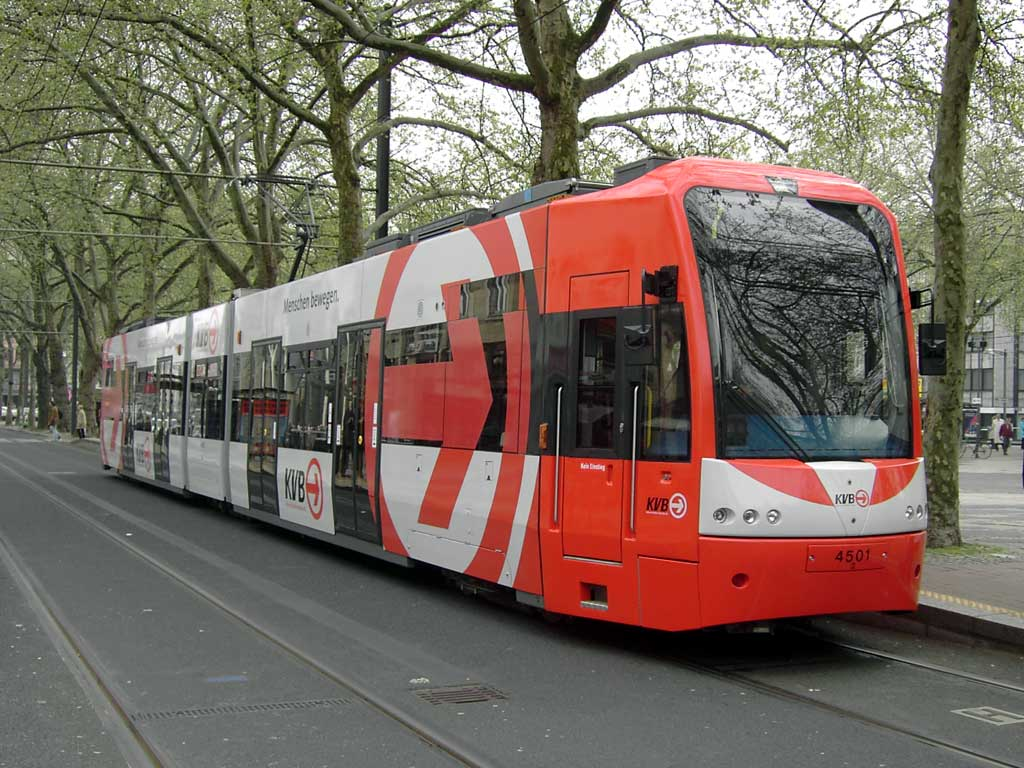
ケルンLRTのK4500形スウィフト
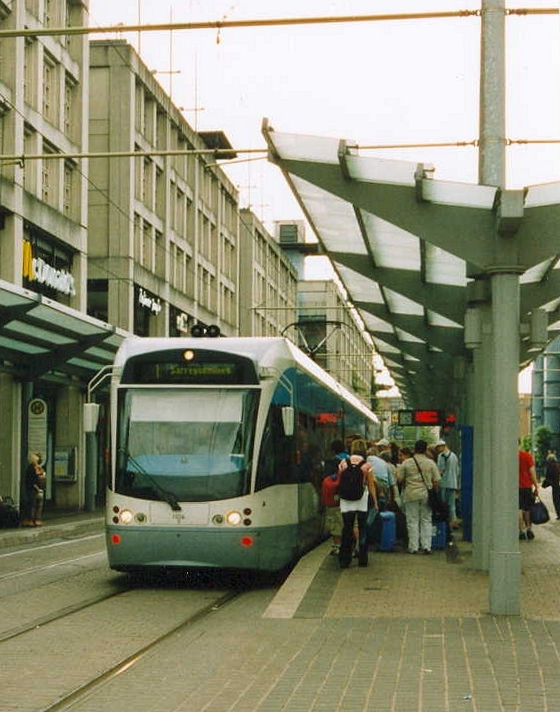
ザールブリュッケンのリンク
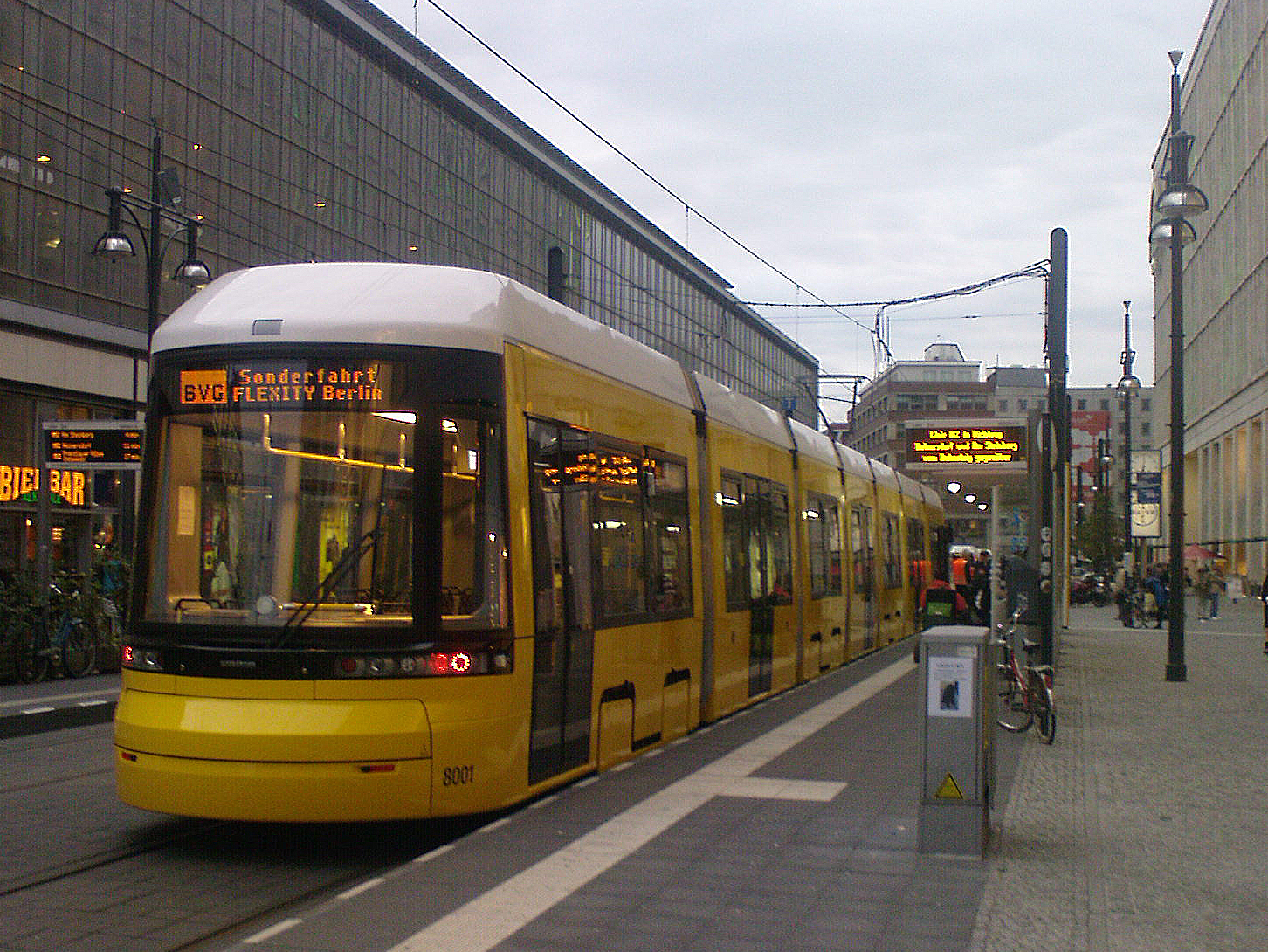
フレキシティ・ベルリン（ベルリン）

## 関連車輌
- ボンバルディアがアルストムと共同で開発した車輌としてコブラがある。
- また旧アドトランツから引き継いだブレーメン形はフレキシティシリーズには（少なくとも公式には）含まれていないが、現在も改良を加えて製造が続けられている。
- 同じくアドトランツが買収前に製造していたバリオバーンは欧州委員会の裁定によりシュタッドラー・レールにライセンスが与えられた。これは合併前のボンバルディアとアドトランツがドイツの近距離鉄道車両市場においてシェアの過半を占めていたため、無条件に合併を認めると市場を独占する可能性があったためである。